# Erdölraffinerie Paraguaná
Die Erdölraffinerie Paraguaná (spanisch Centro de Refinación de Paraguaná) ist ein Rohölraffinerie-Komplex in Venezuela. Er gilt als der weltweit zweitgrößte Raffineriekomplex nach der Jamnagar-Raffinerie in Indien. Er war 1997 aus einer Fusion der Raffinerien von Amuay, Bajo Grande und Cardón entstanden.
Im Jahr 2012 wurden 955.000 Barrel pro Tag gefördert. Der Komplex befindet sich in Punto Fijo auf der Halbinsel Paraguaná im Bundesstaat Falcón (die Raffinerien Amuay und Cardón) und an der Westküste des Maracaibo-Sees im Bundesstaat Zulia (die Raffinerie von Bajo Grande). Der Komplex umfasst 71 % der Raffinierungskapazität Venezuelas. Er ist im Besitz der staatlichen Firma PDVSA.

## Geschichte
Die Raffinerie in Cardón nahm den Betrieb 1949 auf. Besitzer war die Firma Royal Dutch Shell. Die Raffinerie in Amuay wurde 1950 von der Creole Petrolium Corporation gegründet. Die Raffinerie in Bajo Grande entstand 1965 durch die Firma Richmond (jetzt Chevron Corporation).

## Unfälle und Havarien

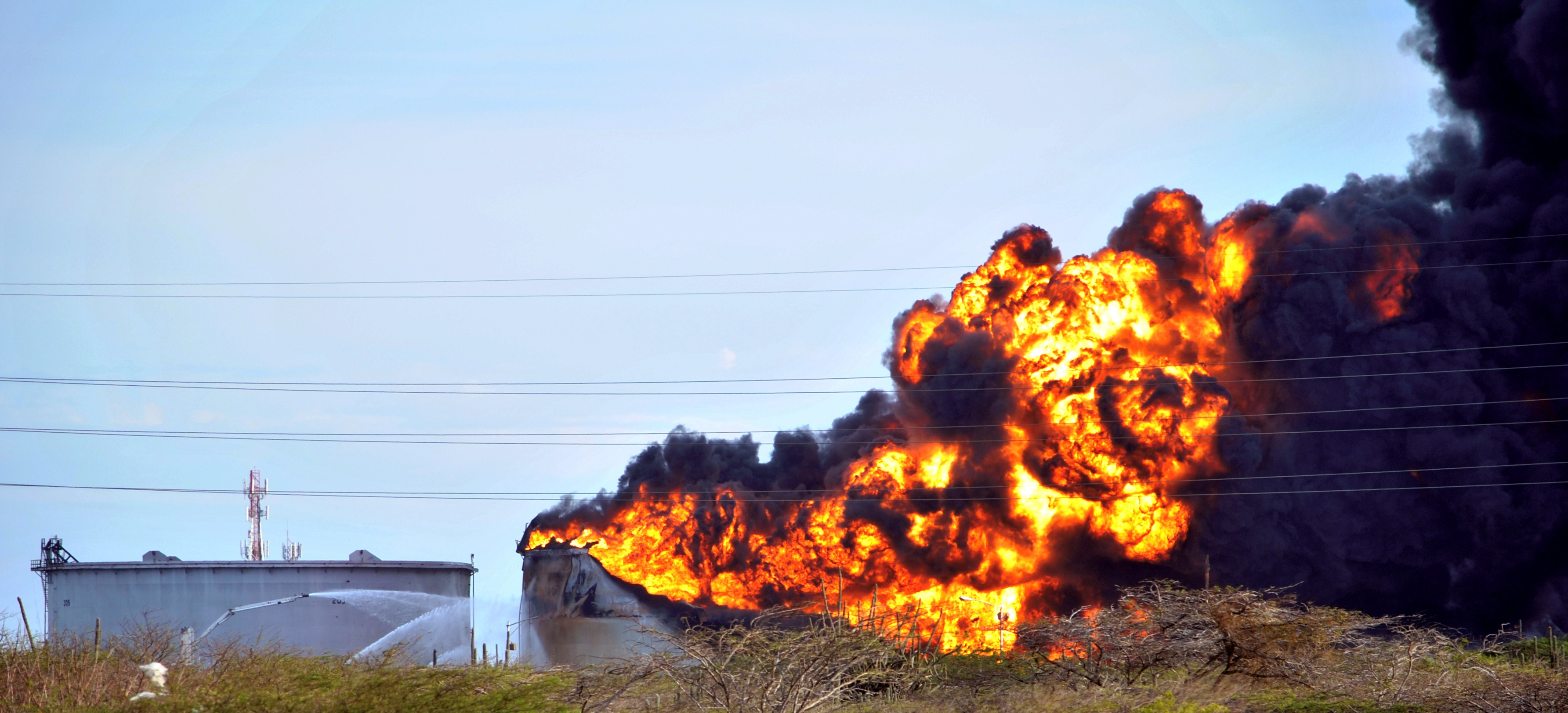
Ölbehälter in Flammen nach dem Feuer von 2012.

Nachdem der damalige venezolanische Präsident Hugo Chávez etwa 18.000 Angestellte von PDVSA entlassen und sie durch politisch genehme Personen ersetzt hatte, gab es eine Reihe von Sicherheits- und Produktivitätsproblemen. So ereigneten sich im Jahr 2005 sechs Unfälle, inklusive einer Explosion im November, die fünf Todesopfer und 20 Verletzte zur Folge hatte. 2006 gab es fünf Unfälle, die zu drei Todesopfern und fünf Verletzten führten. Auch in den folgenden Jahren gab es mehrfach Störungen wegen Feuern oder technischen Problemen.
Ein schwerer Unfall ereignete sich am 25. August 2012. Eine Explosion in der Raffinerie von Amuay tötete 48 Personen und verletzte 151 weitere. Der PDVSA-Präsident Eulogio Del Pino gab die Erklärung ab, dass eine Stunde zuvor ein Gasleck entdeckt worden sei, aber der Notfallplan nicht ausgeführt worden sei. Die Schuld für die Explosion wurde in der Folge kontrovers diskutiert.
Ein Stromausfall sorgte am 2. Juli 2022 für einen Zusammenbruch der Produktion der Raffinerie.
Ein Brand und ein Stromausfall führten im Oktober 2022 erneut zu einem kompletten Produktionsstopp.